# Бессмертный, Анатолий Петрович
Анато́лий Петро́вич Бессме́ртный (укр. Анатолій Петрович Безсмертний; род. 21 января 1969, Киев) — советский и украинский футболист, защитник, мастер спорта. Ныне — украинский футбольный тренер.

## Карьера

### Клубная
Футболом начал заниматься в киевской СДЮШОР «Динамо», первый тренер — В. И. Онищенко. Профессиональную карьеру начал в 1987 году игроком симферопольской «Таврии», которая выступала во второй лиге союзного чемпионата. Позже выступал в западноукраинских клубах «Галичина» и «Приборист», где воспитанник киевского футбола привлёк внимание тренеров киевского «Динамо» и в 1992 году получил приглашение в столичный клуб, за который дебютировал 28 февраля 1992 года в матче на Кубок Украины «Cкала» (Стрый) — «Динамо» (Киев). По итогам сезона стал серебряным призёром первенства. В следующих двух сезонах становился обладателем Кубка страны и дважды вместе с командой побеждал в чемпионате Украины. А 4 марта 1992 года, состоялся дебют Анатолия в Кубке европейских чемпионов, в матче «Динамо» (Киев) — «Барселона» — 0:2. Всего в самом престижном еврокубковом турнире сыграл 4 игры, из которых трижды выходил на поле против «Барселоны».
В 1994 году киевское «Динамо» возглавил Йожеф Сабо, который начал создавать команду под своё видение игры. Многим футболистам не нашлось места в основном составе. Был переведён в дубль и Анатолий Бессмертный. С дальнейшим трудоустройством посодействовал одноклубник Анатолия — Виктор Леоненко, рекомендовавший его в свой бывший клуб «Динамо-Газовик». Вскоре футболист вместе со своими одноклубниками В. Хрусловым, И. Кутеповым, Ю. Грицыной отправился в Тюмень. В новой команде прочно занял место в основе, застолбив за собой позицию центрального защитника. По итогам года признавался лучшим приобретением клуба в сезоне.
После нескольких успешных сезонов в Тюмени в 1998 году перешёл в «Ростсельмаш», где стал лидером обороны, был капитаном команды, принимал участие в играх за Кубок Интертото (провёл 5 матчей). С марта 2002 года выступал за новороссийский «Черноморец». Регулярно выходил на поле в основном составе, вместе с командой завоевал путёвку в высшую лигу, победив в турнире первой лиги, но из-за разногласий с руководством клуба решил покинуть команду.
Получил приглашение играть от калининградской «Балтики» и даже подписал предварительный контракт, но в последний момент руководство клубов не смогло договориться о трансферной стоимости. В результате переход не состоялся. Срок дозаявок в первой лиге к тому времени уже истёк. Чтобы иметь игровую практику, принял приглашение от клуба второй лиги «Динамо» (Ставрополь), где играл достаточно успешно и по версии российской ПФЛ был признан лучшим защитником зоны «Юг» второй лиги. В 2005 году покинул ставропольский клуб, вернувшись в Киев.
Для поддержания спортивной формы выступал за столичный любительский клуб «Металлист УГМК». Вскоре получил приглашение от российского клуба «Салют-Энергия», но после краткосрочного пребывания в белгородской команде (с 21.07.2005 по 31.08.2005) принял приглашение от черкасского «Днепра», выступавшего в первой лиге чемпионата Украины, за который провёл 31 матч.

### Тренерская
В январе 2007 года назначен на должность играющего тренера черкасского «Днепра», но уже в мае 2007 года закончил активные выступления, сконцентрировавшись на работе помощника главного тренера А. Рябоконя, который покинул свой пост в 2008 году. Главным тренером черкасской команды был назначен Бессмертный. Команда под его руководством лидировала в чемпионате, претендовала на выход в первую лигу, но в разгар экономического кризиса в начале 2009 года команда практически перестала финансироваться. В марте 2009 года Бессмертный получил приглашение поработать в винницкой «Ниве», куда вместе с рядом черкасских футболистов и отправился. Пробыл там только неделю, успев провести с новой командой один контрольный матч, и вернулся в «Днепр». Ситуация с финансированием черкасского клуба продолжала ухудшаться, и вскоре, в мае 2009 года, клуб прекратил своё существование.
Во время вынужденного перерыва в тренерской работе выступал за любительский клуб «Ирпень» (Гореничи), за который играли многие футболисты, закончившие активную карьеру, — А. Ковтун, Ю. Дмитрулин, С. Нагорняк, В. Косовский, и в её составе выиграл любительский Кубок Украины. Летом 2010 года Анатолий Петрович Бессмертный назначен главным тренером ФК «Полтава». В сезоне 2010/11 с полтавским клубом занял 2 место в группе «Б» второй лиги Украины. Но в стыковых играх за право играть в перволиговом турнире полтавчане уступили ФК «Сумы» 0:2. В следующем сезоне подопечные Анатолия Бессмертного выступили более успешно, заняв 1 место в своей группе и завоевав путёвку в первую лигу. Свой первый сезон во втором по значимости футбольном дивизионе Украины полтавчане для новичка турнира начали неплохо, закончив первый круг на 6 месте. Но во второй части сезона команда выступила менее удачно, заняв итоговое 13 место. Перед началом сезона 2013/14 руководство решилось на смену наставника команды. Новым главным тренером был назначен Илья Близнюк. Анатолий Бессмертный остался и дальше работать в клубе, перейдя на должность старшего тренера. В конце июля 2014 года Анатолий Петрович покинул полтавскую команду.
В январе 2015 года Бессмертный снова возвратился в Полтаву, приняв предложение стать ассистентом, возглавившего коллектив Олега Федорчука, а после его отставки, 2 сентября 2015 года, в очередной раз был назначен исполняющим обязанности главного тренера «Полтавы». На посту наставника команды тренер проработал до сентября 2016 года. В декабре того же года специалист получил предложение возглавить один из китайских клубов, но ответил отказом. 1 марта 2017 года Анатолий Петрович стал главным тренером ещё одного клуба первой лиги — ПФК «Сумы».
В период 2 марта по 25 августа 2021 работал главным тренером ФК «Львов».

## Достижения

### Как футболист
- Чемпион Украины: 1992/93, 1993/94
- Обладатель Кубка Украины: 1993
- Серебряный призёр чемпионата Украины: 1992
- Победитель Первой лиги России: 1996
- Серебряный призёр Первой лиги России: 2002
- Победитель чемпионата УССР: 1987
- Победитель Второй лиги России: 2004
- Обладатель Кубка ПФЛ: 2004
- Победитель Второй лиги Украины: 2005/06

### Как тренер
- Серебряный призёр Первой лиги Украины: 2017/18
- Серебряный призёр Второй лиги Украины (2): 2011/12, 2019/20